# Diecezja Ajmer
Diecezja Ajmer (łac. Diœcesis Aimerensis) – diecezja rzymskokatolicka w Indiach, z siedzibą w Adźmer. Jest sufraganią metropolii Agra. Została utworzona w 1890 jako misja sui iuris Rajputana. Promowana do rangi wikariatu apostolskiego w 1892, w 1913 ustanowiona diecezją Ajmer. W latach 1955–2005 pod nazwą diecezja Ajmer–Jaipur, następnie wróciła do pierwotnej nazwy.

## Główne świątynie
- Katedra: Katedra Niepokalanego Poczęcia Najświętszej Maryi Panny w Adźmer

## Biskupi diecezjalni
- Fortunat-Henri Caumont OFMCap. (1913–1930)
- Mathurin-Pie Le Ruyet OFMCap. (1931–1938)
- Guy-Léandre Le Floch OFMCap. (1939–1946)
- Leo D’Mello (1949–1978)
- Ignatius Menezes (1978–2012)
- Pius Thomas D’Souza (2012–2024)
- John Carvalho (od 2025)